# Kongens Livjægerkorps
Kongens Livjægerkorps var en dansk militærenhed oprettet 1801 under Englandskrigene og nedlagt 1870.

## Historie
Livjægerne, som de blot kaldes i daglig tale, blev dannet sidst i marts måned 1801, da Danmark stod over for et fjendtligt engelsk angreb under Napoleonskrigene. Dette angreb, som førte til Englandskrigene, skete med slaget på Reden 2. april 1801. Korpset fik kongelig stadfæstelse 15. april. Lovene foreskrev, at det skulle bestå af 4 kompagnier, som hver især hurtigst muligt skulle bringes op på 100 mand. Medlemmerne var ulønnede og skulle selv betale for uniformerne, men kongen gav dem dog våben og krudt.
Livjægerne udmærkede sig flere gange. Første gang, da de den 31. august 1807 under kommando af dets chef, major Frederik Conrad von Holstein, modigt tog kampen op mod en overtallig engelsk fjende ved udfaldet gennem Kastelsporten til Classens Have. For denne indsats gav kongen korpset privilegier og ophøjede det med garde-rang. Det gav dets officerer rang på linje med linjeofficererne, og disse fik yderligere – som de eneste i borgerkorpsene – ret til at kalde sig "von". 
1840 bestod korpset af 4 kompagnier, 16 officerer, 3 mellemstabsfolk, 2 underofficerer og 528 mand. Det deltog ikke i de slesvigske krige, men gjorde i stedet omfattende vagttjeneste i København, bl.a. ved de slotte, som Den Kongelige Livgarde tidligere havde bevogtet. Flere af korpsets medlemmer deltog dog som frivillige i Treårskrigen. Korpset blev nedlagt i 1870.
Siden er korpset blevet gendannet under uofficiele og halvofficielle former. Medlemmerne samledes i "Livjægerskydeselskabet af 1817", senere blev der udviklet et nyt korps med det gamle navn 1885/1886, men det blev indstillet i begyndelsen af 1890'erne. I 1911 blev det atter gendannet, denne gang som cyklende rekylkorps. Det havde også skydning, eksercits og felttjeneste på programmet. 

## Nyere tid
Navnet lever videre i Hjemmeværnskompani Ryvangen, det tidligere Kompani 6109, og Hjemmeværnskompagni Kastellet, det tidligere Kompagni 6110.
I 2019 overtog HVK Rosenborg livjægerne fra HVK Kastellet, som ophørte med at eksistere. 
HVK Rosenborg - Livjægerne er et alsidig kompagni der både har militære og politi støttende opgaver. I 2023 hedder de Hjemmeværnskompagni Livjægerne og er et ceremonielt eksercitskompagni  kompagni, der blandt andet har opgaver i  forbindelse med kongehuset.

## Chefer
- 25. marts 1801 – 1. juli 1842: Frederik Conrad von Holstein (19. februar 1771 – 21. juli 1853)
- 1. juli 1842 – 6. august 1842: Caspar Hermann von Benzon (16. november 1774 – 6. august 1842): Sekondløjtnant i Livjægerne 1802, premierløjtnant 1803, kaptajn II 1806, kaptajn I 1807, major 1825, oberstløjtnant 1837, oberst 1841.
- 29. august 1842 – 26. maj 1866: Poul Ernst von Bruhn (13. august 1787 – 11. april 1868).
- 18. juni 1866 – 1. juli 1870: Carl Elias Viggo von Arnholtz (12. august 1815 – 22. december 1887): Landkadet 1831, sekondløjtnant 1835, premierløjtnant i Ingeniørkorpset 1844, kaptajn 1846, major 1863, afsked som oberstløjtnant 19. december 1863.
- 23. april 1885 – 12. maj 1886: Carl Elias Viggo von Arnholtz (igen)